# 機神大戦ギガンティック・フォーミュラ
『機神大戦 ギガンティック・フォーミュラ』（きしんたいせん ギガンティック・フォーミュラ）は、ブレインズ・ベース制作の日本のロボットアニメ作品。テレビ東京系列にて2007年4月4日から同年9月26日まで放送された。全26話。
後藤圭二が監督を務めたテレビアニメ3作目である。

## 作品概要
巨大ロボット（ギガンティック・フィギュア。作中ではほとんど単にギガンティックと呼ばれる）が所有国の世界の覇権をめぐり、世界規模で繰り広げる戦いと、それに巻き込まれる人々の姿を描いたSF作品である。
ギガンティックにはパイロットとトランスレータという二人一組で乗り込み、国家間の代理戦争として、UNが定めたルールに従って1対1で戦い、最後に勝ち残った1体の所有国を主として世界が統一されることになっている。
本作には12体（実際は13体）ものギガンティックが登場し、さらに基本的に1対1の戦いが行われるルールのため、話数的に主人公を除いたギガンティック同士の戦いが複数話にわたって行われることはあまりない。結果、主人公達が直接関わらない話、戦闘の方が多い。そこで作中に登場する共鳴感応システムを用いて、対戦国のパイロット、トランスレータの素性や過去を辿るという展開が用いられる。そして、その後で両国の戦いに移行、主人公達はその様子をシステムによって第三者的に観察することで、主人公達と関係の無い戦闘を物語の背景としてしまうのではなく、間接的に関わらせる手法を採っている。
各ギガンティックは1体ごとにデザイナーが異なり、ギガンティックは全てCGで表現されている。また、本作はその世界観に基づき、さまざまな言語圏の人物が登場する。母語を同じとする人物同士の会話は日本語で展開されるが、他の言語圏の会話を聴取する場合などは、それぞれの人物の母語で会話が行われ、画面下部に字幕が出るという珍しい体裁を取っている。

## あらすじ
西暦2035年、「赤道の冬」とよばれる未曾有の異常気象によりクラウド (EM-cloud) と呼ばれる電磁雲で覆われ、既存のエネルギーが消失した世界。人類を救ったのは世界各地で発掘されたオーパーツ「頭像」のオーバーテクノロジーだった。そして、各国が「頭像」 (OXII) を元に巨大ロボットを開発し、新たな世界秩序構築の主導権を賭けた「もっとも賢明なる世界大戦」WWW (Wisest World War) がUN主導で実施される。

## 登場人物

### 日本共和国
劇中の主視点となる、現実の日本をルーツに持つ国。ギガンティックはスサノヲ十式。他国に比べて全体的な文化レベルや財力、国民の衣食住は安定しているようだが、外観上は現実の日本と比べて大きな変化はない。ただ共和国と名乗っているため、天皇制はないと思われる。が、国を代表するギガンティックには天皇の天孫降臨神話に登場する「スサノオ」という名前が付けられ、また、西暦とは異なる歴による年式が用いられている。
DVDブックレット (LOG:01) によると、公式にはエコロジカルな省エネ技術とエネルギーのロスレス移送ノウハウによってエネルギー供給の中心を担っていたらしい。ギガンティックは統合防衛本部直属の組織であるプラクティカルベースが運営、メンテナンスを行っている。
英字表記は「JAPAN REPUBLIC」。
国旗は実在する日章旗の下部にデザインを追加したもの。
州倭慎吾（すわ しんご）
声 - 代永翼
本作の主人公。巨大ロボット（ギガンティック）・スサノヲ十式のパイロットに選ばれた田舎育ちの少年。暢気な性格で、思ったことをすぐに口にする癖がある。
ゲームが非常に好きで、一度始め出すと周囲の声も聞こえなくなってしまうほど。幸か不幸かそれが高じてプラクティカルベースにスサノヲ十式のパイロットとして迎え入れられることになる。
何らかの事情（「赤道の冬」とは明言されていない）によって両親を失っており（人工授精などで生まれたようにも取れる表現がある）、州倭学園という養育施設（姓「州倭」はそこの名称から付けられている）で両親とは異なる男女によって育てられた。
頭像による肉体侵食が進んでいながら、精神の侵食はほとんど受けていないという特殊な存在。
大海の兄の遺伝情報から生み出されたので、彼の息子ともいえる。また、スサノヲ（アレス）は慎吾や真名の精神世界に現れるとき、慎吾の姿を借りている。
神代真名（かみしろ まな）
声 - 佐藤利奈
本作のヒロイン。おくたまだ第一小中学校に通う中学三年生。スサノヲ十式のトランスレータを担う少女。前任のパイロットである大黒眞人が頭像による侵食で搭乗不可能な状態になったため、物語開始時点、慎吾がパイロットになるまでは単独でスサノヲ十式を操縦していた。常に冷静で、滅多に感情を表に出さない。
実は幼い頃から政府の機関で訓練を受けてきた「ニンジャ」（秘密警護官）で、生身での運動・手裏剣などでの戦闘能力に優れる。今の警護対象者は慎吾だが、以前には眞人を警護対象としていた。必要に迫られれば、華都美にすら命令できる権限を持つ。
自身も妹の神名と同様に、頭像による侵食が徐々に進行しつつある状態だが、慎吾にはそれを隠し、逆に彼の頭像による侵食の進行を憂いている。スサノヲに搭載されているOXIIの声を聞き、その発見に立ち会ったため、OXIIの刻印がXではなくXIIIであるのを知っている。
大海華都美（おおみ かつみ）
声 - 佐々木優子
プラクティカルベース司令官。
兄はスサノヲ十式のパイロット兼トランスレータだったが、重度の侵蝕により死亡している。
尚、最深層エリアに前パイロット・トランスレータである眞人と神名が隔離されていることは知らない。
アメリカ戦のさい、兄を死に追いやったのがスサノヲではなくオニクスであることを知る。
皇田力（おだ つとむ）
声 - 目黒光祐
プラクティカルベース副指令。
かつては自衛官で、パイロット候補だった華都美の兄と共にスサノヲ十式の開発に関わっていた。このため華都美とは、彼女が学生だった頃から知っている間柄でもあり、華都美が兄を失った後は後見人となるべく自衛官を辞めている。
天野卯兎美（あまの うつみ）
声 - 矢作紗友里
専門家の大人以上に秀でた天才少女であり、幼いながらスサノヲ十式の基地の技術班長を務める。自称の愛称は「うっちぃ」。本人はやたらとこの愛称で呼ばれることに拘っているようで、慎吾や雲儀に「うっちぃ」と呼ぶことを強制し、最終的には二人が折れることで終結した（漫画版では逆に、慎吾が「うっちー」と呼びかけ、天野の態度を見て言いなおす描写がある）。
大人が舌を巻くほど頭脳明晰だが、それを鼻にかけるようなことはない。共鳴感応システムの開発者。
出生は遺伝子操作によって人為的に天才児を作り出す国際的プロジェクト「ネオ・カンブリア・エクスプロージョン（略称：NE）」による。本人が自分の能力とアイデンティティに若干の距離を置いているのはこのためであると推察される。また、既述のように親しい人に愛称で呼ばせようとしたり、慎吾がジュピター2との決闘に赴く際、彼の「皆と家族になっている夢を見た」との言葉に「私も慎吾さんの家族になりたいです」と返していることなどから、他人との絆を欲している様子もうかがえる。
未知の存在でもあるスサノヲ十式に搭乗する慎吾を心配している節があるが、のんびり屋で楽観的な彼に呆れてしまうことも少なくない。
楽市雷蔵（らくいち らいぞう）
声 - 江川央生
慎吾と真名の警護官。真名にとっては警護官としての直属の上司かつ師匠的な存在で、尊敬している人物。オニクスの存在を知っていた。
やや任務に忠実すぎるきらいもあり、荏田島達によるプラクティカルベース接収の際には一時慎吾を幽閉するも、その後任務に反して彼を救出し、真名と共にジュピター2との最後の決闘へと送り出す。
瑠璃門留奈（るりかど るな）
声 - 〆野潤子
慎吾と真名の警護官。真名とは同じ訓練施設で育ち、同じ隊に所属していたようで、真名を「隊長」と呼んでいた。真名がトランスレータの任務に就いてからは隊長を引継いで警護を担当（常時私服の楽市たちとは違い、特殊装備着用で隠密行動のため非常事態以外には表立って姿を見せない）。過去のわだかまりに葛藤する真名を陰ながら気遣う。平時には真名と同じ中学校に通っており、三つ編みおさげの髪型で眼鏡をかけたスタイル。
大黒眞人（おおぐろ まさひと）
声 - 神谷浩史
スサノヲ十式の前パイロットで、真名・神名姉妹とも親交が深かった。数ある候補から選ばれたのではなく、パイロットとなるべく生み出された存在。
頭像の影響で肉体を侵食されてしまい、現在は症状の進行遅延のためにプラクティカルベースの最深層エリアにあるカプセルの中に入っている。
その存在は周囲に隠匿すべく厳重に隔離されている。真名の妹で、前トランスレータでもあった神名とは、スサノヲ十式を通じて惹かれ合っていた。一〇式オニクスに取り込まれるも、25話でオニクスの手により排除され正気を取り戻す。彼もまた大海の兄の遺伝情報を持っており、慎吾の兄弟のような存在。
神代神名（かみしろ かな）
声 - 沢城みゆき
神代真名の妹で、スサノヲ十式の前トランスレータ。トランスレータになる以前は真名と同じく秘密警護官としての訓練を受けていた。
幼くしてトランスレータに選ばれた事で不安や恐怖を抱いていたが、同時に、肉体の侵食が進む眞人の不安の感情もスサノヲ十式を介して感じ取っていた。
頭像に精神を侵食されており、眞人のようにカプセルに入れられる程症状は進行していないものの、侵食の影響で、たまに正気を失い徘徊するようになってしまった。このため眞人と同じく最深層エリアに幽閉された状態となっており、トランスレータの任から降りた現在もその侵食は進行しつつある。
徘徊したことで真名が面会に訪れた際には、「いつか自分が侵食され尽くし、他の人に酷いことをした時は自分を殺してほしい」と頼んでいたが……。一〇式オニクスに取り込まれ、スサノヲ十式と戦う。25話で完全にオニクスに喰われてしまった。しかし深層意識は保たれている模様。取り込まれている時は、体中に顕現したナーヴ・ケーブルが赤い。
善知鳥征大（うとう ゆきひろ）
声 - 西村知道
日本共和国統合防衛本部・対外幕僚監部の幕僚。階級は中将。大海が預かるプラクティカルベースは彼ら軍部の下に属する。
北アメリカ帝国政府上層部との裏取引があった模様で、大海に対しジュピター2とミネルヴァスXIの決闘に際しての慎吾と真名の共鳴感応を禁じたり、荏田島にプラクティカルベースを接収させ、スサノヲ十式の出撃を阻もうと目論んでいたが、ザイオンの独断による裏取引の一方的破却やプラクティカルベースのスタッフ達の抵抗によりあえなく失敗に終わる。

最終的には裏取引に関する責任を1人で負い自決した。彼の人物について皇田副司令は非好意的に見ていたが、失敗を悟った後に保身に走ることもなく自ら死を選び、それに先立ってスタッフに類を及ぼさないよう解任する気遣いを示したりと、決して卑しい人物ではなかった。
荏田島将雄（えだじま まさお）
声 - 伊藤栄次
統合防衛本部幕僚で、善知鳥の補佐を務める軍人。階級は准将。作中では荏田島参謀と呼ばれる。
善知鳥の裏取引による命令で特殊部隊を率いてプラクティカルベースに赴き、スサノヲ十式の武装解除をはじめ、プラクティカルベースの施設接収を推し進めるも、楽市達ニンジャと雲儀、走影などの活躍により阻まれ、最後は楽市によってあっけなく倒される。
スサノヲ
声 - 代永翼
慎吾や真名の精神世界に現れるスサノヲ（アレス）本人。慎吾と同じ姿・声をしている。幾度となく現れた。
仮面の姫君 おくたまだプリンセス1号&2号声：天野卯兎美&神代真名
本編ではなく、ネットラジオに登場。スサノヲ十式 実践運用基地 有線ネットワーク内 正式音声情報コンテンツ「ブレイクタイム アット バックヤード」のメインパーソナリティー。収録中は仮面をつけているため、その正体を知るものはいないとされている。

### 中央人民共和国（中央国）
現実の中国をルーツに持つ国。ギガンティックは玄武神三号。その血統を有する人間は世界各地に散らばっており、彼らの協力によって広い知識・情報、そして高い情報収集能力を有している。他国同様「赤道の冬」によって多くの孤児が発生したようだが、国家主席である劉雲鵬によってその多くが養子として保護された。しかも彼の教育によって孤児達は心身共に優れる者が多く、後世の人材開発も兼ねた。しかし軍部は暗躍する所が多く、スサノヲ十式のパイロット候補であった慎吾の暗殺を企てた（劉雲鵬の死亡も、軍部による責任追及の可能性が高い）。玄武神三号がスサノヲ十式に敗れたため、現在は日本共和国に吸収されている。
英字表記は「CENTRAL CHINA」。作中でも国名の「中央国」と地域・文化圏としての「中国」とは明確に区別されている。
国旗は実在の五星紅旗に星をひとつ追加したデザイン。
李雲儀（リ・ウェンイー）
声 - 関智一
玄武神三号のパイロットで、走影の夫でもある。幼少の頃に「赤道の冬」で両親を失い、共和国主席の劉雲鵬が営む孤児院で育った青年。そのため、養父である雲鵬を尊敬している。中央国の軍人であり、階級は少佐。優れた身体能力と判断力を有する武術家であり、正々堂々の戦いを好み、義に篤い性格は武侠を思わせる。
WWW開始直後に日本共和国に奇襲をかけたが、慎吾が搭乗したスサノヲ十式に敗れ、走影と共にスサノヲ十式クルーに協力する。慎吾本人に対する訓練では監督も務め、慎吾からは「師父」と呼ばれる。
WWW終了後も日本に残り、その間に走影との間に子供が生まれる。
李走影（リ・ツァウイェン）
声 - 柚木涼香
玄武神三号のトランスレータで、雲儀の妻でもある。雲儀と同じく「赤道の冬」によって両親を失い、劉雲鵬の孤児院で育った女性。雲儀同様武術をたしなみ、劉雲鵬を尊敬している。中央国の軍人で、階級は大尉。
本編ではたまに体調を崩す面などもあったが、実は妊娠していたことが後に発覚する。
WWW開始直後に日本共和国に奇襲をかけたが、慎吾が搭乗したスサノヲ十式に敗れ、雲儀と共にスサノヲ十式クルーに協力する。自分と同じトランスレータである真名の訓練監督を担当している。
WWW終了後も日本に残り、雲儀との間にできた子供を出産している。
劉雲鵬
中央人民共和国国家主席。「赤道の冬」以降、親を失った子供達を自らの孤児院に迎え入れて育てていた。孤児院で育った子供達からは多大な尊敬を集めていたようで、彼の思想と人格は李雲儀と李走影にも大きな影響を与えている。
スサノヲ十式との決闘で玄武神三号が敗北した直後に死亡。政争による射殺を匂わす描写があったが、表面上は病死と報じられている。

### 正統ギリシャ
現実のギリシャをルーツに持つ国。ギガンティックはケイロン5世。国政や領土環境の詳細は不明だが、地中海に面し、国民性は陽気で粗野な男性が多い（例外もいるが）。ネフティスIXとの決闘に敗れてエジプトアフリカアラブ共和国に吸収され、以後東欧ロシア→日本共和国の配下となる。
英字表記は「ORIGINAL GREECE」。
国旗は実在のギリシャの国旗の十字部分の横幅を広くしたもの。
ムハンマド・デュカキス (Muhammad Dukakis)
声 - 飛田展男
ケイロン5世のパイロットで、眼鏡を掛けた冷静な青年。クリスティに好意を抱いており、恋敵であるハサンと常に衝突しているが、戦闘等の必要時には息の合ったコンビネーションを発揮する。実家は兄弟が多いらしく、生活費を得るためにケイロン5世の搭乗者を許諾した。クリスティの心が自分たちに向いていないこと、国家のためにそのことを隠すように半ば強制されていることを立ち聞きしてしまう。決戦前にハサンの謎かけに対して「その（クリスティの心をさらった）幸せ者のいる俺たちのギリシャを守るに決まっている」と答えともに決戦に挑み、抜群のコンビネーションでネフティスIXを後一歩のところまで追い込むが、プラズマフレームの一撃を受け、ハサンと共にケイロン5世ごと死亡した。
ハサン・パパス (h.asan Papas)
声 - 小西克幸
ケイロン5世のトランスレータで、血気盛んな性格をした青年。元々軍人であったらしく、ムハンマドとは対照的に筋骨隆々な体格をしている。ムハンマドと同じくクリスティに好意を抱いており、ムハンマドと衝突を繰り返す。クリスティの心が自分たちに向いていないことにうすうす感づいており、決戦前にムハンマドに謎かけをし、ムハンマドの答えに笑って応えた。
クリスティ・アウレリアス
声 - 桑島法子
正統ギリシャのスタッフの一員で主任技術員。ムハンマドとハサンから想われているが彼女自身はマルコを愛しており、二人の戦意を損なわせないため、上層部の命令で秘密にしている。エジプトに敗れた後は同国に技術協力し、ネフティスIXにケイロン5世の装備を施した。
マルコ
声 - 坂口候一
正統ギリシャのスタッフの一員で、クリスティの恋人でもある青年。スタッフのリーダー格で、ムハンマドとハサンの喧嘩の仲裁役。

### エジプトアフリカアラブ共和国
現実のエジプトを中心にアフリカ、アラブが統合された国。ギガンティックはネフティスIX。日光の強い砂漠地帯の国らしく、住居や人種はエジプトのそれに近い。元々エジプトは「赤道の冬」の震源地であった中東では被害が少なかった地域であり、OXIIの発見とそれによって起きた「赤道の冬」により、オイルパワーの低下を見越した富裕層と、周辺諸国から生じた大量の難民が共に避難する場所となった。そのため富裕層からなる特権階級と、難民を基とする一般人との階級格差は激しくなっている。ネフティスIXがケイロン5世との決闘に勝利して正統ギリシャを従え、トルコの協力も得るが、後にユーノワVIIIに敗れたため、東欧ロシアの配下に、その後ロシアが日本に敗れたため日本の配下となった。
英字表記は「FEDERATED EGYPT AFRICA ARABIA」で、連邦国家であることがうかがえる。
国旗は実在のエジプトの国旗の鷲の紋章の位置を中央から左端に変更したもの。
マリアム・アル・アトラシュ (Mariam Al-Atrash)
声 - 鶴ひろみ
ネフティスIXのパイロット。資産家の令嬢で、元々は政府厚生役人を務めていた女性。平時は自費で貧民達に食料配給等といった慈善活動を自主的に行う温厚な理想主義者。一見すると上流階級特有のか弱さが目立つが、その実は本気で周囲の人間を救いたいと願い、行動する強い精神力と行動力を有している。
当初人生観が全く異なるイーサーから強く拒絶されて全く連携がとれずにいたが、ネフティスIXの計らいによって自らの意思が伝わり、協力して当時対戦していたケイロン5世を撃破した。
続いてロシアのユーノワVIIIに戦闘を挑むが、「アルゴスの百目」の精神攻撃を受け敗戦。戦闘後ロシア側に救助された。
日本の共鳴感応に僅かながら気づいた描写がある。
イーサー・アリー・ハッダード (Isa Ali Haddad)
声 - 中尾隆聖
ネフティスIXのトランスレータで、アレクサンドリアの貧民街出身の青年。その環境故にややヒネた性格で、酒と本音と女を愛する反面、偽善や綺麗事を嫌い、見かければ排除しようとする。アマルの兄貴分でもある。
当初はマリアムの慈善活動を偽善、憐れみだと断定して否定し、一切の連携をとろうとしなかった。だが対ケイロン5世戦でネフティスIXの計らいを受けてマリアムの強い意志を知り、彼女を認め、そして協力してケイロン5世を撃破した。
マリアム同様、ユーノワVIIIのアルゴスの百目の精神攻撃を受け敗戦。戦闘後ロシア側に救助される。日本の共鳴感応に僅かながら気づいた描写がある。
イドリス司令
声 - 小野健一
マリアムとイーサーの上司。
アマル・アルバンナ
声 - 渡辺明乃
貧民街に住む、イーサーの「弟分」の少女。言葉遣いはかなり乱暴だが、好意に喜び、兄貴分を慕う純粋な性格をしている。マリアムが配給するパンが好物。

### 大イギリス帝国
現実のイギリスをルーツに持つ国。女王や爵位を持つ貴族が存在する。ギガンティックはグリフィン6。以前は高い財力や技術力、そして優れた精神性と能力を持つ貴族達が住む大国だったようだが、「赤道の冬」によって没落し、現在はWWWに参加している他国と大きな差異は見られない。また、海路保全の名目のもとドーバー海峡を自国軍によって封鎖、通行税を徴収したことでフランス連合との仲は険悪。復興の時に富裕層を中心とする再編が行われたこともあって国民にはWWWに反対する者も多く、グリフィン6が収められている軍施設の周りには多くの反対派が詰めかけていた。また中にはパイロット、トランスレータを暗殺して止めようという過激派も存在している。グリフィン6がディアーヌ7に敗れたが、直後にディアーヌ7が事故による大破という決闘無しでの敗退を迎えたため、現在は何れの国の配下にもなっていない。
英字表記は「GREAT BRITISH KINGDOM」。
国旗は実在のユニオンジャックからセント・パトリック・クロス(斜め十字)部を太くしたもの。
シンシア・ホルバイン (Cynthia Holbein)
声 - 長沢美樹
グリフィン6のパイロットで、「赤道の冬」によって没落した貴族、ホルバイン侯爵家の子女。父が遺した懐中時計の本当の持ち主となるために、ノブレス・オブリージュとは何かを探し続けていた。貴族に相応しい気高い志とプライドを持つが、それ故に犯罪歴を持つパートナー、ダニエルに対して当初は嫌悪感を示し、連携をとろうとしなかった。だがWWWに反対する国内の過激派に命を狙われた際、身を挺して自分を庇い、「ノブレス・オブリージュとは無力な人々を護る高潔な覚悟だ」と説いたダニエルを認め、連携するようになる。
その後長期戦の相手、ディアーヌ7と決着をつけるべく挑むが、ディアーヌ7にグリフィン6の巨人頭像を破壊されて敗北した。
ダニエル・ピーターソン (Daniel Peterson)
声 - 有本欽隆
グリフィン6のトランスレータ。かつてはとある名家に仕える執事長だったが、主人の傲慢を諌めたことで怒りを買い、無実の罪を着せられ15年に渡る懲役を課せられた初老。そのせいで心身共に荒み切り、幾度となく入出獄を繰り返していたようだが、グリフィン6にトランスレータとして選ばれたことで特赦された。共にグリフィン6に乗るパートナー、シンシアに対し実直に仕えている。シンシアの多少未熟な要素もあれど、民衆の上に立つ貴族の素養を認めてのことである。
犯罪歴を有する自分に対して嫌悪感を示すシンシアによって当初は全く連携をとれずにいた。だがWWWに反対する国内の過激派に命を狙われた際、身を挺してシンシアを庇い、ノブレス・オブリージュを説いたことによってシンシアに認められ、連携出来るようになった。
その後長期戦の相手、ディアーヌ7と決着をつけるべく挑むが、ディアーヌ7にグリフィン6の巨人頭像を破壊されて敗北した。

### フランス連合
現実のフランスをルーツに持つ国。如何なる国々との連合なのかは不明。ギガンティックはディアーヌ7。国の情勢や領土環境の詳細は不明だが、然程劣悪な環境ではない。ディアーヌ7がグリフィン6に勝利したため大イギリス帝国を従えるはずだったが、直後に事故によってディアーヌ7が大破したため、現在は大イギリス帝国と共に何れの国の配下にもなっていない状態である。
英字表記は「FRANCE UNION」。
国旗は実在のフランス三色旗の白地部分を広くしたもの。
オリヴィエ・ミラボー (Olivier Mirabeau)
声 - 谷山紀章
ディアーヌ7のパイロットで、シルヴィアの義兄とされている青年。眉目秀麗にして博愛主義で、多くの女性ファンがいる。しかしオリヴィエ本人はシルヴィア以外の女性にこれといった関心はない模様。曰く、シルヴィアとは血縁を超えた恋愛感情を抱いているらしい。
幼い頃に後妻の息子としてシルヴィアと引き合わされ、共に暮らしていた。当時は後妻とその子であるオリヴィエは、父の財産目当てで現れたと疑うシルヴィアに拒絶されていた。だが後妻（オリヴィエの母）の死を切っ掛けにシルヴィアの父から、結婚の際に相続権を捨てて一切の謀略もなく家族となったこと、そして若き日に愛し合いながらも別れざるをえなかった父親と後妻の間に産まれた子、つまりシルヴィアにとっては異母兄であることが明らかになり、受け入れられた。
長期戦の相手、グリフィン6との戦いにようやく勝利するが、その直後にウルカヌス1とミネルヴァスXIの不意打ち（UNは誤射だと宣言した）を受けたことによりディアーヌ7が大破、敗北した。
シルヴィア・ミラボー (Sylvie Mirabeau)
声 - 名塚佳織
ディアーヌ7のトランスレータで、オリヴィエの義妹とされている少女。資産家の娘らしく、明るく活発な中にも上品さがうかがえる性格。オリヴィエとの兄弟仲は非常に良く、まるで恋人のようにも見える。シルヴィア本人も他の男性との接触を避けている節があるらしい。
幼い頃に父親の後妻の息子としてオリヴィエと引き合わされ、共に暮らしていた。当時は後妻とその子であるオリヴィエを、父の財産目当てで現れたと疑い、拒絶していた。だが後妻の死を切っ掛けに父親から、後妻達が結婚の際に相続権を捨てて一切の謀略もなく家族となったこと、そして若き日に愛し合いながらも別れざるをえなかった父親と後妻の間に産まれた子、つまりシルヴィアにとっては異母兄であることが明らかになり、和解した。
長期戦の相手、グリフィン6との戦いにようやく勝利するが、その直後にウルカヌス1とミネルヴァスXIの不意打ち（UNは誤射だと宣言した）を受けたことによりディアーヌ7が大破、敗北した。スサノヲの共鳴感応を感知したらしき描写がある。

### 東欧ロシア
現実のロシアを中心に東ヨーロッパ諸国が統合された国。ギガンティックはユーノワVIII。財政、領地の環境、軍部の一切が不明。しかし北海油田への損害が比較的軽微だったことから、大きく国力を損ねることなく「赤道の冬」を乗り越えることに成功している。東欧へはOXIIによるエネルギー供給を通じて影響力を強化した模様。また非常に好戦的かつ現実的な国民性らしく、あらゆる外部と敵対し、またそれに勝つために敵対側の情報を知り、それらの文化を学ぶことに一切の抵抗がない（むしろ推奨している）。元々は中央国との仲が悪かったようだが、中央国を吸収した日本共和国を代理として扱い、決闘を迫った。それ以降は幾度となく決闘と休戦を繰り返すライバル的な関係となった。エジプトアラブアフリカ連合・インド共和連邦との決闘に勝利したため、それぞれが従えていた正統ギリシャ・ベネズエラカリブ共和国を含めた計四か国を配下として吸収している。三度に亘る決闘の末日本に敗北し、その配下に下る。英字表記は「EAST EUROPEAN RUSSIA」。
国旗は実在のロシアの国旗から青地部分を広くしたもの。
セルゲイ・クラコフスキー (Sergei Kulakovskii)
声 - 國立幸
ユーノワVIIIのパイロット。
明るく快活明朗な性格をしているが、底知れない力を秘めた少年。非常に現実的な所があり、日本共和国に勝利するため、その文化を学び、日本語や諺も嗜んでいる。慎吾を好敵手ととらえる反面、友人として親しげに接する。タチアナの事を「ターニャ」と愛称で呼び、あたかも母であるかのように対応する。ユーノワVIIIの侵食が効いているらしく、最近は体調不良が発症するようになった様子。
中央国に勝利した日本共和国を強襲、ユーノワVIIIの「アルゴスの百目」で圧倒するが破壊されたために撤退、休戦する。その間に決闘を仕掛けたエジプトアフリカアラブ連合のネフティスIXに勝利し、一度に二つの国を従える。その後休戦を終えた日本共和国と再戦、接戦の果てに引き分け、再び休戦に入る。セルゲイ達が慎吾達と直に対面したのはその時が初めてである。また、その後、イシュタル12をも下したため、さらにベネズエラとインドという二つの国を従えるが、スサノヲに敗北したため現在は四カ国共々、日本の傘下にある。
タチアナ・グリゴリエフ (Tatyana Grigoriev)
声 - 佐久間レイ
ユーノワVIIIのトランスレータ。
愛称は「ターニャ」。セルゲイの教育係を務め、彼のことを「セリョージャ」と呼ぶ。冷静だが理知的で温和な性格であり、WWW勃発を悲しく思っている。セルゲイを躾け、その挙動をたしなめる反面、彼が自分の息子であるかのような親しげな接し方をする。日本共和国との二度目の決闘で左腕を骨折したようだが、現在は完治した。

### イタリアローマ共和国
現実のイタリアをルーツとする国。元々エネルギーのほとんどを他国からの輸入に頼っており、「赤道の冬」とそれに伴うエネルギーの寸断並びにEU解体に伴うユーロの暴落による財政破綻といった事態を被ったため、国家は未だに疲弊している。そのため貧民や娼婦となった人間が今なお大勢おり、ウルカヌス1の搭乗者達もそうした人間達である。そうした人々の貧しくも温厚な性格とは対照的に、軍上層部等といった上流階級の人間は傲慢かつ卑怯であり、パイロットやトランスレータはおろか、ギガンティックであるウルカヌス1すらも騙して他国のギガンティックに不意打ちを行わせている。なお、スペインと同盟関係にある。
英字表記は「ITALY ROMA REPUBLIC」。
国旗は実在のイタリアの国旗から赤地を太くしたもの。
レオーネ・トラサルディ (Leone Trussardi)
声 - 〆野潤子
ウルカヌス1のパイロット。
元々は貧民街に住む孤児で、ウルカヌス1に選ばれたことで軍に協力している。何事も金銭で計ろうとする価値観の持ち主で、生意気で口の減らない性格をした、いわゆる悪ガキ。しかし責任感と仲間意識が非常に強く、守銭奴な性格は厳しい過去に由来し、そして同じ境遇の貧民達を養うためのものだった。当初「聖女」と呼ばれ、人間味に欠いていたルクレツィアに腹を立てることが多かったが、幾度かの衝突と助け合いの末、生死を共にするという強い絆を結んだ。
ミネルヴァスXIの主砲が直撃し、ウルカヌス1ごと粉砕されてWWWに敗退した。その際に死亡したと思われていたが、奇跡的に生還した。
ルクレツィア・モレッティ (Lucrezia Moretti)
声 - 沢海陽子
ウルカヌス1のトランスレータ。
日々無償の奉仕活動を行い、誰にも穏やかな態度で接するその性格から「聖女様」と尊敬される女性。しかし笑みを崩さず、如何なる欲も表に出さないその行動は人間味に欠き、当初レオーネとは衝突することも多かった（ルクレツィアから衝突することはなかったが）。穏やかで温和なだけではなく、貧民の多いイタリアローマ共和国において人工呼吸の手法を知り、またそれを敢行するだけの度胸を持ち合わせている。清廉潔白な人間と思われているが、その過去は赤道の冬を乗り越えるために娼婦となり、本人曰く「人には言えないような汚い真似もした」らしい。現在の「聖女様」と謳われるその行動はその過去が原因となって生じた、一種の達観なのかもしれない。
ミネルヴァスXIの主砲からレオーネを守り、重傷を負う。その後ウルカヌス1ごと粉砕されてWWWに敗退した。その際に死亡したと思われていたが、奇跡的に生還した。

### ゲルマンドイツ連邦
現実のドイツをルーツとする国。ギガンティックはミネルヴァスXI。明言されていないもののスイスを領土内に含んでおり、それによる資金力と元々の工業力を併せ持ったことで「赤道の冬」を発端とする混乱を早期に脱出した模様。また科学分野においても優れた技術を有し、遺伝子工学分野においても研究が進められた。NE計画はその成果の一つであり、これによって人材確保にも成功。ギガンティックの搭乗者選択を強制しようとしたが、失敗した模様。そのためか倫理観を欠く者が多く、ミネルヴァスXIを操る人間を改造・量産し、能力に劣る者は投薬等による矯正を施そうとする。アメリカのジュピター2に敗北して、アメリカの配下に下った。
英字表記は「UNIFIED GERMAN DEUTSCH」
国旗は実在のドイツの国旗から金地を太く、赤地を細くしたもの。
エレオノーレ・クライン (Eleonore Klein)
声 - 釘宮理恵
ミネルヴァスXIのパイロット。愛称は「エレナ」。
ミハイルとは対照的に、非常に温和でおっとりとしたのんびり屋な性格をした少女。「なんとなーく」が口癖の直感型天然タイプ。自らのことを「馬鹿」と称し、「天才」であるミハイルの命令には逆らうこともなく従う。一見すれば無知で愚者のようだが、不思議な精神性を持ち、純粋極まるその挙動は幼稚を通り越して神性すら感じさせる。実はミハイルと同じくNE計画によって生み出された人造人間であり、どうやらミハイルよりもミネルヴァスXIの侵食は進んでいる。スサノヲの共鳴感応を感知したらしき描写がある。
ジュピター2との決闘戦で、相手に主砲を向けるもジュピター2の剣にミネルヴァスXIをバラバラにされ敗北。北アメリカ帝国にミハイルともども救助されている。
ミハイル・シュミット (Michael Schmidt)
声 - 甲斐田ゆき
ミネルヴァスXIのトランスレータ。
天野卯兎美と同じくNE計画によって生み出された人工の天才児で、歳不相応な知能と知識、そして達観した性格はそれに由来する。自らの能力に絶対的な自信を持ち、実際その能力は周囲の人間を悪意なく卑下するほど高い。しかし人工的に生み出された命と能力故にアイデンティティに疑問を持ち、今も迷い続けている。ミネルヴァスXIの侵食を受け始めている。自分とは対照的にのんびり屋で思考の遅いエレオノーレに苛立つことが多いが、しかし彼女の持つ不思議な精神性に幾許かの支えを見出している。
ジュピター2に敗北し、北アメリカ帝国にエレオノーレともども救助される。

### 北アメリカ帝国
現実のアメリカ合衆国を中心にカナダが統合された国。帝国と名乗っているが君主制ではなく、元首は依然、選挙で選ばれる大統領である。ギガンティックはジュピター2。未だ最強の国力・軍事力・情報収集力（政治力による裏取引？）を持つ。随伴部隊の戦力は圧倒的で、無人兵器だけでゲルマンドイツ連邦の随伴部隊を全滅させた。かつて、日本共和国とは同盟を結んでいたこともある。WWWで、最後に日本共和国と決闘戦をすることになる。
英字表記は「EMPIRE OF NORTH AMERICA」。
国旗は実在の星条旗のカントン部を、大きい星が1個、小さい星が10個のデザインにしたもの。
ザイオン・オルドリッジ (Zion Aldridge)
声 - 玄田哲章
ジュピター2のパイロット。海軍軍人で階級は大佐。スサノヲの共鳴感応システムのことを知っていた。また、かつて横須賀基地配属だったため日本語が堪能。
異常なまでにスサノヲとの正面対決にこだわり、本国政府と日本の裏取引を無視。阻むものは友軍まで容赦なく撃破する。その際「わが子よ、父が殺しに来てやったぞ」と、己をアレス（スサノヲ）の父なる神ゼウス（ジュピター）になぞらえた発言をしている。
WWWに当たり、他国からの標的となるのを避けるために妻を政府の保護下に置いた。
レイ・オルドリッジ (Ray Aldridge)
声 - 岡本麻弥
ジュピター2のトランスレータ。ザイオンの娘。14歳
父・ザイオンに対して従順な性格だが、戦いに積極的な父とは対照的に、レイ自身は本心から戦う事は望んでいない。
マクミラン大統領
現北アメリカ帝国大統領。レイの前にジュピター2のトランスレータを務めていた。
劇中の写真から察するに、当時は軍人で、ザイオンの同僚でありかつ友人であった。
「赤道の冬」において北アメリカ帝国の地位を維持するため、日本共和国にOXIIを、ベネズエラカリブ共和国に躯体の製造技術を提供し、勢力の維持を図った。
WWW終結後、その意思決定にはOXIIの影響が強く現れていたことが明らかとなり、どうやらゼウスの傀儡になり果てていたらしい。

### ベネズエラカリブ共和国
現実のベネズエラを中心にカリブ海の諸国家が統合されたと思われる国家。名目上は「新南米市場」（ヌエボ・メルコスール）の盟主であると思われるが、実質は北アメリカ帝国の傀儡と思われる。国家が赤道周辺に位置していたことで「赤道の冬」の被害が甚大であったこと、またOXIIによる新体制の形成によって国家の主要資源である石油の価値が相対的に低落したことなどで、国家はかなり疲弊している様子。北アメリカ帝国の技術提供により、ケレス4が作られた。イシュタル12に敗れ、インドの配下に下った。だがインドがロシアに敗れ、ロシアが日本に敗れた後は、日本の配下国となった。
英字表記は「CARIBBEAN VENEZUELA REPUBLIC」。
国旗は実在のベネズエラの国旗の中央の星の半円を円にしたもの。
エヴィータ・ランベルト
声 - 小清水亜美
ケレス4のパイロット。アマリアの娘。
父の死に至っても家庭を顧みなかった母を恨んでいたが、軍に入らされた時に恋人を実質人質に取られたため、初めて事情を知り、後に和解する。
イシュタル12に敗北したが、生還した。
アマリア・ランベルト
声 - 勝生真沙子
ケレス4のトランスレータ。階級は中尉。
元は看護師だったが、ケレス4のトランスレータに選ばれたことによって、軍に入ることになったという経歴を持つ。以前はイサベルという女性パイロットと組んでいた。
夫と娘エヴィータを実質人質にとられていたため、家庭を顧ることが出来ないでいた。
イシュタル12に敗北したが、生還した。

### インド共和連邦
現実のインドをルーツとする国家。高い技術力を持つ技術立国であるらしい。ギガンティックはイシュタル12。ロシアのユーノワVIIIに敗北してロシアの配下に下ったが、日本との決闘戦でロシアが敗北して、日本の配下国となった。
英字表記は「HINDUSTANIA」。なお公式HPでの国名も単に「インド」となっている。
国旗は実在のインドの国旗からオレンジの幅を狭くし、緑の幅を広げたもの。
リリィ・ルーナ (Lily Luna)
声 - 井上喜久子
イシュタル12のパイロット。
英国系（大イギリス帝国から移住）で占術者。インドに帰化し、哲学的で神秘的な「インド人風」の性格である（服装まで伝統的なインド風）。第1話に登場した際、大いなる力の影響により未来が混沌とすることを予言している。争いを嫌い、無駄とは知りつつも、一応戦闘前にケレス4に降伏を勧告した（ただし結果的には相手を怒らせただけだった）。また、スサノヲの共鳴感応を感知、慎吾と真名に話しかけるなど、パイロットでありながら同時にトランスレータに近い存在。
ケレス4との決闘でパイロットである自分を無視し、自らの意志で破壊を行ったイシュタル12を恐れるようになる。その後に起きたユーノワVIIIとの決闘の際、事前に自らの敗北を知るが、人類にとってよりよい未来のためその運命をあえて受け入れた。
ラヴィーナ・カーン
声 - 高山みなみ
イシュタル12のトランスレータ。
インド系の情報エンジニア。優秀なOXIIの研究者で、占術者であるリリィとは逆に、理性的で神秘を認めない「西洋人風」の性格（と服装）である。スサノヲの「覗き」には気づいていない様子。
ユーノワVIIIとの決闘時に「アルゴスの百目」の攻撃を受け、何が起きたのか理解できず、怯えながら敗北した。なお、二人とも九死に一生を取り留め、ロシアに救助された模様。

## ギガンティック・フィギュア
「頭像」を搭載する形で開発された巨大ロボット。本編ではギガンティック、巨神像と呼ばれる。機体名の後に付けられている番号は、実際に決闘戦に用いられるギガンティックがUNに登録された順番である。「頭像」は意思を持つが、意思の疎通は（一般的には）トランスレータにしか出来ず、直接喋ることはない。「頭像」以外の体や搭載武器は人類の技術で作られているため、交換が可能である。「頭像」から伸びるナーヴケーブルによって体が機動し、それは「頭像」以外に対して絶対的な攻撃力と防御力を駆体に与える。またナーヴケーブルは搭乗者の適合率次第で力の度合いが変わり、駆体の能力向上や機動以外にも、適合率次第では駆体の一部を全く別の駆体に変化させることが出来る。
なお、搭乗するパイロットとトランスレータにはギガンティックからの肉体、精神への侵蝕という危険が常に伴う。
以下の能力値表示は、WWW開始時の物。

### ウルカヌス1
POWER - 4、ATTACK - 8、DEFENCE - 6、SPEED - 6
イタリアローマ共和国のギガンティックで、その名の通り最初にUNに登録された（2015年）躯体である。
パイロットは頭部、トランスレータは胸部のコクピットにそれぞれ搭乗する。なお頭部コクピットは戦闘機のコクピットと酷似しており、居住性は悪い。
当初は近接格闘型として躯体開発が進められていたが、「頭像」がヘファイストスを示しているためか、両脚部へのナーヴケーブル伝達がどうしても不良となりそのままでは歩行もままならないため、機動性を左右腰部に追加で搭載した大型飛行ユニットに大きく依存する結果となった。その結果、単独での飛行が可能になり、加速力や機動力に優れた機体となった。ホバリングによる空中停止も可能である。しかし良好な機動性に対し武装は充実しているとはいえず、接近戦での戦闘力に欠き、主武装であるハンマー型のミサイルランチャー「ボルカノハンマー」のように、武装はほとんどが遠距離兵器となっている。これはその機動力でもって相手を翻弄し、ある程度の距離から一方的に攻撃を加える戦法を意図して設計されたと考えられる。
スペイン北岸を拠点に、ゲルマンドイツ連邦のミネルヴァスXIと大陸を横断する遠距離決闘を続けていたが、その最中にフランス国内にて決闘中のグリフィン6とディアーヌ7に対して、上層部の指示によりそれとは知らされずに不意打ちを仕掛けて破壊してしまう（UNには誤射と申請し認められた）。その後ルール変更により長距離戦が禁止されたため、オーストリアから提供された交戦地帯において決闘を再開。だが遠距離戦限定の仕様が長距離戦禁止のペナルティをもろに受け、ミネルヴァスの目前からのミサイル攻撃を余儀なくされる。一応直撃弾は与えるものの、強固なミネルヴァスの人型形態相手にミサイル程度では歯が立たなかった。逆に砲台形態に変形したミネルヴァスの一撃で右腰の飛行ユニットを破壊されたため、神話のヘファイストス同様半身不随で移動不能になってしまう。そのまま滅多撃ちにされた挙句、最後は正面から捨て身の突撃を行い、正面からの直撃を受けて原形を留めずに破壊された。
装備
- ボルカノハンマー：主武装のミサイルランチャーアレイ。ハンマー型であり、ミサイル発射時には部分的に変形する。攻撃法として、ミサイルを一斉射撃する「フレイムロック」がある。大陸を横断するような遠距離決闘を行えることから、射程距離はかなりのものと推測される。ヘファイストスの持つ道具（金槌）になぞらえた武装である。
- イグニスビーム：フライト・ユニットに搭載しているビーム砲。劇中では使用されず。
- フライト・ユニット：イオノクラフト効果によって機体を浮揚させる大型フライトユニット。車椅子のイメージらしい。

- デザイン - 海老川兼武、藤田一己

### ジュピター2
POWER - 10、ATTACK - 10、DEFENCE - 10、SPEED - 4
北アメリカ帝国のギガンティック。他のギガンティックとは異なり、外見的にはほとんどの武装を見ることが出来ないスマートなデザインをしている。またその巨体をキャプチュードコートという巨大なローブで包んでいる。
最大の特色は、天候操作とそれに付随する動力供給と武器形成である。雷雲を呼び寄せて周囲に雷を落とし、また雷雲から雷を吸収することによって動力を補完し、ほぼ無尽蔵の出力を得ることが出来る。さらにプラズマから物質を形成するという特異な能力も有している。
その「頭像」はギリシャ神話の最高神ゼウスのものであり、天候操作やそれに付随する能力は「頭像」に由来するもののようだが、強力な機体とキャプチュードコートは、あくまでも人間の力で開発されたもの。
WWW開始後しばらくはアジア、ヨーロッパの戦況を静観していたが、ミネルヴァスXIがウルカヌス1に勝利した後に参戦。緒戦に当たるベルギーでのミネルヴァスXI戦ではその強力無比なはずの砲撃をキャプチュードコートだけで完全に無効化し、雷から「召喚」したライトニングソードの一振りで撃破、二振りで完全に粉砕。一切損傷を受けることなく、完勝した。日本戦でスサノヲ十式をあと一歩と追い詰めるも割り込んできた一〇式オニクスに叩き潰されて沈黙。またこの日本戦の際、ルール上は配下に収めていないはずのグリフィン6、ディアーヌ7の武器を使用しているが、正式な戦闘でなくともウルカヌス1とミネルヴァスXIがグリフィン6とディアーヌ7のOXIIを破壊したのは確かなため、OXII同士の間で（国家協力や技術供与とは別に）それぞれに力が受け継がれ、ミネルヴァスXI、ジュピター2へと受け継がれたためと考えられる。また、OXIIゼウスは自身の複製として、一〇式オニクス搭載のOXIIをナーヴ・ケーブルから作り出した。
なお、ジュピターの設計に当たっては3社のコンペティションが行われたが、ここで敗れた2社の案はそれぞれスサノヲ十式とケレス4の躯体として流用された形跡がある。
装備
- ライトニングソード：雷から取り出す剣。形状はシンプルだが、ジュピター2の半ば無尽蔵ともいえる出力の恩恵を受け、強大な威力を発揮する。
- キャプチュードコート：身に纏う特殊なローブ。北アメリカ帝国の技術で造られた特殊素材でできており、これにナーヴ・ケーブルを通すことでミネルヴァスXIの主砲すら無効化する鉄壁の防御力を機体に与える。
- GRシールド：手に持つ大型シールド。2基の避雷針のようなユニットを備えており、射出して敵ギガンティックの周囲に設置し雷を落とすことでプラズマフィールドを発生、ダメージを与えることができる。キャプチュードコートがあるためかこちらは盾としての使用機会がついになかった。

- デザイン - 村上克司

### 玄武神三号
POWER - 5、ATTACK - 4、DEFENCE - 3、SPEED - 9
中央人民共和国が持つギガンティック。
コクピットは、パイロット席の背後上斜めにトランスレータ席がある、二者同室の形をとっている。
作中では日本語読みの「げんぶじん」と呼ばれていたが、本来の読み方は中国語で「グウェンウーシェン」である。「頭像」が最も露出した機体で、顔面型彫刻はアルカイク・スマイルを浮かべている。スピードを重視した軽量級であり、本体の攻撃力・防御力は低いが、亀甲盾と蛇槌によってそれらを補っており、総合では優秀な性能を誇る。
開戦直後に日本へ奇襲攻撃をかけるも、スサノヲ十式に右腕を奪われ撤退する。二度目の戦いでもスサノヲ十式を圧倒するが、スサノヲ十式が使用した蛇槌の射撃によって亀甲盾を破壊され、ムラクモソードでOXIIを破壊され完全に敗北した。
装備
- 蛇槌（ショーツイ）：メイン武器となる携帯火器。ビーム砲として機能し、敵を捕縛する2本の鞭を備えた杖状の武器。鞭は伸縮自在に伸び捕らえた敵に電撃を流して攻撃することが出来る。その形状はヘルメスの象徴ケリュケイオンを模している。
- 亀甲盾（グェージュン）：亀甲盾は玄武神三号の武装を除くあらゆる攻撃を無効化するバリアを発生させ、またその応用で地に向けることで低空飛行を可能とする。下端には衝角を有し、これを格闘兵装とすることも可能（また、杖とあわせて亀と蛇で玄武となる）。中央国が日本の傘下に入った後はスサノヲの装備として使用できるよう調整がなされた。

- デザイン - 宮武一貴

### ケレス4
POWER - 4、ATTACK - 6、DEFENCE - 4、SPEED - 4
ベネズエラカリブ共和国のギガンティック。
コクピットは胸部にパイロット席、下腹部にトランスレータ席がある上下別室の形をとる。
隠蔽性と格闘能力に優れた機体。両肩部に装備されたクラブ・シザーズが特徴的。
保有国であるベネズエラカリブ共和国の国力の疲弊故に、戦闘ではなく国のエネルギー供給源として用いられることも多かった（なお日本共和国のスサノヲ十式のOXIIも非戦闘時は一般へのエネルギー供給を行っているような台詞が本編にはある）。国力の疲弊故に護衛部隊も満足に揃えられないため、インドに向かう際は輸送船に偽装した船に搭載し極秘に運搬していた。その際の動力源にもケレス4は使われた（またその際にはケレス4が持つ隠蔽性も用いられたと思われる）。が、それに関してケレス4が怒ったことはなく、またパイロットやトランスレータを助けようとした場面もあり、他のギガンティックに比べて温和な性格をしている。
国家が疲弊しているため、自国では駆体を作れず、WWW参加に際し北アメリカ帝国から供給してもらった駆体を使っている。自らが敗れることを予期し、前もってトランスレータに伝えていた。そしてイシュタル12にまったく歯が立たずに躯体をバラバラに切り裂かれ、自らの託宣どおりに敗北した。
供与された躯体はナーヴケーブルの延伸パターンを無視したものであるため、戦闘におけるバランスは悪い。またDVD付属のカードにはデザインが大きく異なる躯体（デザイナーの初期デザイン）が描かれている。
装備
- クラブ・シザース（ガングレッホ・ティヘーラス）：両肩に装備する大型格闘武器。接近戦において高い威力を発揮する。内部からナーヴ・ケーブルを射出し地面に打ち込むことで地殻変動を起こし、それを自在に操って攻撃に利用することができる。ただしこの能力の使用には高い適合率が必要で、パイロットとトランスレータへの負荷も大きい。また、ナーヴケーブルは相手に直接撃ち込むことも可能である。これらの能力はケレス4の「頭像」が、大地と豊穣を司る女神「デメテル」を示していることに寄るものらしい。
- リニアガン：両手に持つ実弾兵器。中距離戦で用いられる。

- デザイン - 武半慎吾

### ケイロン5世
POWER - 8、ATTACK - 8、DEFENCE - 8、SPEED - 8（水中時）
正統ギリシャのギガンティックで、水中戦では無敵の性能を誇る。「頭像」は、最初に発見された。
コクピットは胸部にパイロット席、下腹部にトランスレータ席がある上下別室の形をとる。
推進機関として搭載されている超振動フィンは「フィールド推進」という水中航法を実現する装備。エネルギー消費が大きいため実用性が疑問視されていたが、OXIIという超エネルギー源を備えたことで実現した。フィールドによって水の抵抗をほぼ0にして行動することができるため、人型という抵抗を受けすぎる形状をしているにもかかわらず、ポセイドンの能力もあって水中では凄まじい機動性を発揮する。一方で地上では鈍重。
近距離武器と遠距離武器の双方を備え、能力も高い上にバランスがとれた、数あるギガンティックの中でも優秀な機体であると言える。
エジプトアフリカアラブ共和国へ攻撃を仕掛けるも、ネフティスIXのプラズマフレイムを受けて大破、乗員は死亡した。本編初頭でコンピュータによるスサノヲ十式の仮想対戦相手にされる、本体が登場しても勝ち残ることなく敗れるなど、能力の割に噛ませ犬的な扱いを受けた不遇な機体。
装備
- 砲撃槍トライデント：主武装である三又の槍。穂先は一つにまとめることも可能。また、刃の間にエネルギーカートリッジを取りつけることで柄頭を銃口とするTライフルとなり、一転して射撃武器として使用できる便利な武器。リーチも長い。
- プレッシャーキャノン：背中に装備する圧壊砲。水分子を後部から取り込み圧縮して放出、水圧で敵を押し潰すという本機最大の武器。
- ロックローンチャ：プレッシャーキャノンのユニット後部にあるミサイルランチャー。
- フィールド・エフェクト：推進機関である超振動フィンにより一種のエネルギーフィールドを発生させる能力。

- デザイン - 高倉武史

### グリフィン6
POWER - 8、ATTACK - 7、DEFENCE - 8、SPEED - 3
大イギリス帝国のギガンティックで、ユーノワVIIIと同じく単体飛行が可能な機体。
コクピットはパイロットとトランスレータが一室の中で背中合わせになった座席に座る内部別室の形をとる。
長距離での連続射撃や飛行といった個性を持つ反面、俊敏性と格闘能力に欠くという欠点がある。また、ギリシア神話に置き換えた場合に双子の妹（アルテミス）に相当するディアーヌ7に対しては何らかの特殊な意思と力が働いていた模様。
他のギガンティックと異なり、本来頭像が納められている顔面部にコクピットがあり、頭像は頭部に備えられた縦長の兜の中にある。これは決闘の中で対戦相手のギガンティックを撹乱することが目的であると思われるが、ディアーヌ7に見抜かれ、接近戦でそこを貫かれた。その後、自らコクピットを開き、気絶している搭乗者を排出した後に機能停止した。吹き飛んだ敵随伴部隊車両の乗員が待避するまで攻撃を中止するなど、きわめて紳士的に戦った機体である。
装備
- 羽根翼〝バード・オブ・プレイ・ウイングス〟：グリフィン6を特徴づける特殊装備。飛行能力をグリフィン6に与えるフライト・ユニットとして機能するほか、羽の先端部分から飛行翼〝プライマリーズ・フェザー〟と呼ばれる光弾を放つことが可能。
- セイバークロウ：四本の爪を持つマニピュレーターの掌から発生させるビーム剣。接近戦で使用する。
- マルチプルミサイル〝タロン〟：下腕部に搭載する多目的ミサイル。

- デザイン - 石垣純哉

### ディアーヌ7
POWER - 5、ATTACK - 7、DEFENCE - 3、SPEED - 6
フランス連合のギガンティック。
コクピットはパイロット席の上段向かい合う方向にトランスレータ席があり、トランスレータはパイロット席の肩に当たる場所から突起した部分の先についているペダルに足を置く。
弓矢状の光学兵器、「光弩アルク・ルミエール」と「矢鑓クレール・フレッチェ」による遠距離射撃を得意とし、一度に複数の矢を放つことも可能である。また右腕の光学ユニットのエネルギーを槍状に生成した「光鑓フレッチェ・ランス」と、左腕に生成した楯状の力場障壁「フォルス・ブクリエ」によって接近戦にも対応できるが、機体自体はその線の細いフォルムどおりあまり防御力は高くない。
なお、ギリシア神話に置き換えた場合に双子の兄（アポロン）に相当するグリフィン6に対しては何らかの特殊な意思と力が働いていたようで、グリフィン6の隠されたOXIIの位置をパイロットに教えたり、グリフィン6が行動不能になったあとそのパイロットの救出に手を貸したりしている。
WWWの開戦当初からグリフィン6とドーヴァー海峡を挟んで長距離武器による決闘を続けていたが勝敗がつかず、幾度かの決闘ののちグリフィン6がフランス本土に上陸、近接戦闘によりグリフィン6のOXIIにダメージを与え決闘に勝利した。しかし直後にウルカヌス1とミネルヴァスXIの不意打ち（両国とも誤射を主張しUNが認めた）により致命的な損傷を受け一旦は機能を停止したが、トランスレータの呼び掛けに応えるかのように自らハッチをこじ開けて搭乗者を脱出させ、さらにはグリフィン6の搭乗者も助け出したあとグリフィン6に倒れ込むような形で今度こそ完全に機能を停止した。
- デザイン - 出渕裕

### ユーノワVIII
POWER - 7、ATTACK - 7、DEFENCE - 3、SPEED - 6
東欧ロシアのギガンティック。コクピットは背部ユニット両側に一つずつ供える別室方式。
アルゴスの百目をのぞいてもバランスの良い武装を持っており、また倒した機体の武装を装備出来る豊富なペイロードも持っている。ただ、機体を軽量化した分防御力は低く、事実上アルゴスの百目による先制攻撃に依存し、相手が反撃してきたら終わりな機体である。
玄武神三号を破って幾許もしない内にスサノヲ十式に戦いを挑み、「アルゴスの百目」を用いて危機に追いやる。しかし土壇場の攻撃で「アルゴスの百目」を一部破壊された為撤退し、日本との間に休戦協定を結ぶ。その後ネフティスIXの襲撃に圧勝し、ネフティスIXの翼腕プラズマアームとケイロン5世のトライデントを追加装備し（必要に応じて排除可能）、再びスサノヲ十式と対戦する。しかしどちらも追加武装を活かした接戦となり、両者が起動持続が出来なくなって再び休戦に入る。その後イシュタル12との決闘戦で、またしても「アルゴスの百眼」によって勝利した。その後、再びスサノヲと対戦したが、「アルゴスの百目」の精神攻撃をスサノヲの搭乗者達に打ち破られ、接近戦を挑むも敵わず、今までの決闘戦のうち最短時間で敗北することとなった。その際、イシュタル12の力を手に入れていたため大爆発が起きたが、パイロット、トランスレータ共にスサノヲに助けられ無事である模様。
装備
- 百目翼（ストー・グラース・クルイロー）：背部に装備された、ユーノワVIIIを特徴づける装備。複数のエンジンを有し、ユーノワVIIIに高い機動性と飛行能力を与えるほか、内装する「アルゴスの百目」は対戦相手の搭乗者達の精神感応に働きかけ、強制的に恐怖の念を呼び起こす一種の精神攻撃兵器である。ただし正確に発動するためには孔雀の尾羽に似たそのプレートが全て現存していること、そして対戦相手が高い適合率を発揮している必要がある。また、対戦相手に幻影を見せることもできる。
- 軍用機銃（アールミヤ・アフタマート）：通常携行するエネルギーライフル。連射性能・威力共に良好で使い勝手がよい武装。
- 剣盾（メエーチ・シート）：左腕に装備する盾。比較的小型で取り回しは良いが、防御面積が少ない。先端に剣を装備し、格闘戦で用いることができるなど、防具としてでなくむしろ武器として装備された盾である。
- 決闘銃（ドゥエーリ・ルゥジョー）：スサノヲとの三度目の決闘戦時に携行していた大型武器。開放型砲身を採用したビーム砲で、大出力のビームを放つ。実はアールミヤ・アフタマートより以前に完成していたが、当時の出力では使用できなかったためお蔵入りになっていた代物。しかし決闘戦に勝ち続け、複数のOXIIの力を手に入れたことで（イシュタル12の影響が大）使用できるようになった。大出力な分連射性能は低い。

- デザイン - 河森正治

### ネフティスIX
POWER - 7、ATTACK - 9、DEFENCE - 4、SPEED - 6
エジプトアフリカアラブ連合のギガンティック。コクピットは玄武神三号と似ており、パイロット席の背後上斜めにトランスレータ席がある、二者同室の形をとっている。全ギガンティック中唯一、通常の人型の腕部を持ちながら、携帯火器を携行していない。
対ケイロン5世戦ではイーサーとマリアムの不協によって両腕をもぎ取られ、大破する寸前まで追い込まれる。そこで、搭乗者の二人の不仲を見かねたネフティスIXは二人が連携をとれるようにとお互いの想いを自身を通して伝え、二人を連携させる。そしてプラズマフレイムを発動し、一撃必殺の熱線でケイロン5世を海へと沈めて勝利する。
その後、ケイロン5世の武装などを移植することにより水中行動能力を高めて黒海に遠征、ユーノワVIIIに挑むも完成に近づいたアルゴスの百目による攻撃を受け、ろくな行動もできないまま機能停止しユーノワに銃で頭像を格納していたと思われる頭部を撃ち抜かれて敗退した。
装備
- 翼腕プラズマアーム（ジナーフ・ズィラーァ）：背中に備えた翼状の武器。半円形に展開する。内蔵する多数の発振器からプラズマビームを放ち、これだけでも相当な威力を発揮する。
- 胸焔チェストファイア（サドル・ナール）：胸部に内蔵する火炎放射器。単独では使用されなかった。
- プラズマフレイム：ネフティスIX最大の必殺技。プラズマアームとチェストファイアを連携、エネルギーを反応させることで莫大な熱量を内包するプラズマエネルギーの塊を生成、敵に向けて撃ち放つ。その威力はネフティスIXの周囲にまで激烈な衝撃波による被害をもたらし、ケイロン5世を一撃で葬った。

- デザイン - 荒牧伸志

### スサノヲ十式
POWER - 5、ATTACK - 6、DEFENCE - 6、SPEED - 6
日本共和国が密かに開発していたギガンティック。プラクティカルベースではスサノヲ、統合防衛本部では一〇式改（ヒトマルシキカイ）と呼ばれている。他のギガンティックとは一線を画す存在らしいが詳細は不明。
コクピットは胸部にパイロット席、腹部にトランスレータ席がある上下別室の形をとる。
近接戦闘を基本としているが機体各所のウェポンケーシングを換装することによりギガンティックとしては高い汎用性を誇る。ただしウェポンケーシングには通常兵器しか搭載していないため、ギガンティックを相手にした遠距離戦には向いていない。ウェポンケーシングはパージすることもできる。
主武装は大型剣ムラクモソード。通常は左右の腕の装甲に分割して格納されており使用時に連結させる。手のひらから伸長したナーヴケーブルが全体を包み込むため金色に輝くこの剣は高い威力を持ち、真名曰く「あらゆるものを切り裂く」とされている。ユーノワVIIIとの二度目の決闘時には、両腰のパーツを装着し強化して使うことが可能になった。強化パーツを装着すると幅広の七支刀を思わせる五叉の大剣となる。シミュレータでは腰のパーツがスラスターとして機能したり、ムラクモソードを投擲しナーヴ・ケーブルで回収したりしている。
WWW開戦直後に申請された玄武神三号との決闘で右腕を失うも相手の右腕を奪って接合、修復した。その際は完全に自身の右腕へと変換させていたが、これを元の玄武神三号の腕にさらに変換させることも可能としており、それによって玄武神三号の武器を使用し、決闘にも勝利している。2体目の決闘相手となったユーノワVIIIとの決闘の結果、相手からの申請による休戦という形で引き分けるも多大の損傷を受け、修理にかなりの期間を要した（WWWのルールにより休戦を受諾した側はそれが申請国より解除されない限り第三国から布告されることはないため修復作業に専念することが出来た）。その際、玄武神三号やユーノワVIIIのパーツから得られたデータを元に天野によって開発された共鳴感応システムを搭載し、パイロットとトランスレータの意識を稼働中の他国のギガンティックの元に飛ばして現状やその搭乗者の記憶による過去を解析することが出来るようになった。また、玄武神三号の亀甲盾を使用できるように左腕にも改良を施されており、それによりユーノワVIIIとの二度目の決闘時にアルゴスの百目による攻撃を相手に跳ね返している。ユーノワVIIIとはその決闘でも決着がつかずロシアの申請による再度の休戦に。三度目の決闘時はイシュタル12の力を手に入れたユーノワVIIIに圧倒され、アルゴスの百目の精神攻撃により自らの剣で首を落とすところだったが、搭乗者が精神攻撃を打ち破り形勢逆転、ムラクモソードで相手の機体をコクピットを除いて完全に破壊し勝利した。その際の戦闘時間はWWW最短記録を更新している。なお、ユーノワVIIIとの三度目の決闘時には交戦地域まで亀甲盾を使用して飛行しているが、玄武神三号と違い機体に翼がないため飛行中はかなり不安定な状態だったと思われる。
- デザイン - 森木靖泰

### キメラスサノヲ
POWER - ?、ATTACK - ?、DEFENCE - ?、SPEED - ?
スサノヲが慎吾の呼びかけに応え、ナーヴ・ケーブルの物質変換機能が暴走した結果現れたスサノヲ十式。胴体は今まで通りだが、右腕をイシュタル12、左腕を玄武神三号、右足をケレス4、左足はケイロン5世、背中にはユーノワVIIIのアルゴスの百目ユニット、腰のパーツはネフティスIXの翼腕プラズマアーム…という具合に、機体各所がこれまで配下においたギガンティックのパーツに変化し変わり果てた姿となってしまった。
これまでに配下に置いた神の能力を使用でき、単純にその数でいえばジュピター2を上回る。むしろ、同等かそれ以上の大出力を誇るイシュタルの力を手に入れているため、動力補完を無視するならば、総合的なエネルギー量は上回っていると思われる。
基本能力も高く、強力無比の雷撃を亀甲盾のエネルギーシールド（玄武神三号）とフィールド・エフェクト（ケイロン5世）の併用で弾き返したりなど、ジュピターに引けをとらない。スサノヲの弱点であった遠距離攻撃能力の低さもプラズマアーム（ネフティスIX）や右腕のループメイカー（イシュタル12）、チェストケーシングから撃ちだすナーヴ・ケーブルなどで強化されている。接近戦にはケイブル・ループを主に使用した。また、この形態に移行する直前、頭部OXIIの刻印がUNに登録されたXではなく、XIIIであることが確認されている。これはスサノヲ十式が、後述の一〇式オニクスの影武者、存在しないはずの13番目のギガンティックであるためであった。
- デザイン - 不明

### スサノヲ13
POWER - ?、ATTACK - ?、DEFENCE - ?、SPEED - ?
「真スサノヲ」、OXIIのナンバーから「スサノヲ13」とも、 劇中では「真のスサノヲ」と呼ばれる。キメラスサノヲからもう一度再構成した真の姿であり、機体はほとんどナーヴ・ケーブルで構成されている。体形は今までの鎧武者のような外観から一新して、マッシブな物に変化。カラーは当初は明るい赤青白のトリコロールであったが、後に光輝く白き機体となる。
今までのスサノヲの駆体はオニクス用と同じ物を使用しており、OXIIアレス本来のナーヴケーブルの延伸パターンを無視した物だったが、この形態となったことで本来の力が発揮できるようになった。本来の姿に戻った後もオニクスとは考えを異にし、慎吾曰く、搭乗者である慎吾や真名を道具だとは思っていないらしい。
倒したギガンティックの能力のみならず全ての神の力を持ち、その力はオニクスをも凌駕する。また、全身のほとんどをナーヴ・ケーブルで構成されているため、能力の使用に制限がない。
主武装はテイルロッド「ヌボコ（沼矛）」で、国生みの舞台となる淤能碁呂（おのごろ）島を生み出した「天沼矛（あめのぬぼこ）」にその名の由来を持つ。刀身を回転させて刺突時の破壊力を高めることも可能。また、イシュタル12の武装であるインパクトブレイカー、ウェポンケーシングの名残と思われる胸の「ランチャーアーム」からは強大な破壊力を持つエネルギー波を放つこともできる。さらに両肩に装備された「バウンダリー・リング」はリング内側に境界面を形成することで他のギガンティックの武装（主として射撃武器）を再現でき、両腕と両足の装甲下にはユーノワVIIIの「アルゴスの百目ユニット」を内装し精神攻撃も可能。劇中では各国のギガンティックが出現し総攻撃を行うという精神攻撃を行った。
腰部背面に2基装備されたウィングエッジ「カザキリ」は背面にあるハードポイントに装着することで光の翼を形成し、機体に飛行能力を与え、大気圏外までの飛行をも可能とする。この「カザキリ」はセパレートさせて、「ヌボコ」と合体させることでスサノヲ13最強の剣「クサナギブレード」が顕現する。この剣は巨大な七支剣で、「ヌボコ」の刀身を柄とし、合体した「カザキリ」が展開することにより高エネルギーで形成された光の刀身が現れ、相当な大きさがある。
真の姿を取り戻したばかりで、自由に動くことができない所を、オニクスから一方的に攻撃をされて黒焦げとなり、危うくOXIIを破壊されかけるが、他の国々のパイロットとトランスレータの協力により危機を脱する。その後、慎吾達の呼びかけに応えて復活、オニクスを追って大気圏を離脱する。最後は大気圏外にて、オニクスによる世界の新生を真っ向から否定、決闘戦を開始する。オニクスの頭部を駆体から弾き飛ばし、神名を救出に成功するが、なおも戦おうとするオニクスの頭部を破壊、戦を終結させた。その後、スサノヲは自らを宇宙に放棄するように望んだため、OXIIアレスを放出、残された駆体は慎吾達を地上のおくたまだ中学校校庭まで連れて行き、到着したところで力尽き消滅した。

### 一〇式オニクス
POWER - 5、ATTACK - 6、DEFENCE - 6、SPEED - 6
UNに10番目に登録された本当の日本のギガンティックである。眞人や神名を侵食し、大海指令の兄を死に追いやった元凶でもある。搭載されるOXIIディオニュソスは、OXIIゼウスが日本に眠っているOXIIアレスを滅するために作りだしたアレスに似せたゼウスのコピーであり、本来アレスの適合者たちをかすめ取りアレスごと破壊しようともくろんでいた。
元々はゼウスが作り出したコピーであるため、通常のOXIIに比べ劣っていたが、SNシステム（スクイズドナビゲーションシステム）でスサノヲ十式の全てのデータをオニクスへ移していたことで、スサノヲ十式配下のギガンティックの能力を獲得し、さらにジュピター2を破壊して、その意思と配下にあるギガンティックの能力を獲得したことで、全てのギガンティックの能力を有することになる。スサノヲとは正反対なほどの凶悪な側面を持ち、眞人や神名の精神を完全に侵食して搭乗させ、自分の体の一部として使っている。スサノヲ十式との相違点は、カラーリングが暗いのと、目元を覆うバイザーの有無くらいで、基本武装は変わらない。なお、OXIIが模しているディオニュソスは神話においてゼウスの腿の中から生まれたとされており、また描かれ方によっては若々しい若者の姿を取るなど、劇中との類似点が見られる。
ジュピター2のOXIIを破壊したことで、ジュピター2、ウルカヌス1、ミネルヴァスXIのOXIIの能力と力を手に入れており、また技術を含めずOXIIだけで考えれば誤射で破壊されたグリフィン6とディアーヌ7の力も有する（最終話で幻影として現れた両ギガンティックに「お前達はこのオニクスの中にいるはず」と発言している）。さらにSNシステムによりスサノヲ十式配下にあるギガンティックの能力も使っている。この攻撃では力の発現方法も異なり、ユーノワVIIIやスサノヲ十式がパーツを移植又は具現化しているのに対して、一〇式オニクスでは、サイドアーマとウェポンケーシング、盾、ムラクモソードなど基本装備を利用して発動している。また、ジュピター2のキャプチュードコートを奪って一時装着していたが能力を発動できないのか、攻撃時の爆風で吹き飛んでしまった。
スサノヲ十式とジュピター2の戦闘の最中に乱入。ジュピター2を破壊して、その力を奪い取り、さらにネフティスIXの能力を使ってスサノヲ十式に攻撃を仕掛けた。その後、25話にて眞人を排除し、神名の体を完全にのっとりスサノヲに執拗な攻撃を加える。スサノヲ十式を黒コゲにしたあと、世界を新生させるべく大気圏外へと離脱。スサノヲと激闘を繰り広げ、スサノヲのインパクトブレイカーで首をはねられてもなお霧状の体を生み出し戦おうとするが、最後はスサノヲ最大の武器「クサナギブレード」によって頭像を両断され完全に消滅する。
- デザイン - 森木靖泰

### ミネルヴァスXI
POWER - 7、ATTACK - 9、DEFENCE - 7、SPEED - 3
ゲルマンドイツ連邦のギガンティック。
コクピットは胸部に上下に重なって設置されており、正面投影面積を減らすために搭乗者が仰向きになり、頭部をモニターで覆う形式をとっている。
異様に大きい両腕と長い脚部、そして前後への起伏がないその駆体構造は変形を可能とするためであり、普段は「人型形態（イモータル・モード）」だが、上半身の反転と右腕の砲塔化によって「砲台形態（カノーネ・モード）」へと変形することが出来る。これは軍部の超長距離戦闘における圧倒的破壊力という要求（ヨーロッパ各国で開発されていた長距離戦可能な躯体への対抗）と、そうした能力を有さないOXIIアテナの間の矛盾を解決するための策であり、変形によってナーヴケーブルを偏向、巨大砲の砲弾に延伸させることで要求能力の獲得に成功した。
出力と防御力の高い大型の駆体だが、引き換えに機動力は著しく低く、それは最早遅いというよりも移動機能の度外視と言っても過言ではなく（劇中でも一切移動していない）、典型的な高耐久力・一撃必殺型の能力を有する。砲台形態で放つナーヴケーブルを接続した銃碗「ゲヴェーア・アルム」は高い精度と共に凄まじい破壊力を誇る。また人型形態では腕から光弾「リュストゥング・ファイル」を放つことが可能で、これは近距離戦での迎撃武器の役割を果たす。また砲撃形態では人型をしていないため、OXIIの防御効果を得ることが出来ない。
パイロットやトランスレータがいつもゲルマンドイツ連邦に人体改造される、あるいは彼等が造った人造人間を選択させようとするため、パイロットやトランスレータの消耗が早く、所有国であるゲルマンドイツ連邦とも折り合いが悪い。
イタリアローマ共和国のウルカヌス1と遠距離決闘を続けていたが、その最中に両者の間でグリフィン6に勝利したディアーヌ7に対して、ウルカヌス1と共に不意打ちを仕掛けて破壊した（UNは誤射だと断定した）。ウルカヌス1側が軍上層部によって騙されたのに対し、こちらは搭乗者達が自覚し、自ら行っている。その後ルール変更による近距離戦闘で、砲台形態にてウルカヌス1を粉砕して勝利したが、パイロットは一時意識不明になった。しかし、次の対戦相手ジュピター2には砲台形態の攻撃でも全く歯が立たず、皮肉にも自らが粉砕したウルカヌス以上に徹底的に粉砕され、敗北した。
- デザイン - 山根公利

### イシュタル12
POWER - 4、ATTACK - 3、DEFENCE - 2、SPEED - 6
インド共和連邦のギガンティックで、最後に作られた機体。腰部には4つの電磁ユニットが配備され、女性的なデザインとも相まって可憐な様相を見せる。インド的意匠も多分に含まれている。
その強大なエネルギーは、他のギガンティックを遥かに超える「頭像」の保存度が由来している。イシュタル12に用いられている「頭像」は最早「胸像」とも言える程原型を残しており、それに比例した大出力を発揮することが出来る。そのエネルギー量はイシュタル12一体で世界全体のエネルギー供給をカバーしきれる程であり、もし制御体であるOXIIが破壊されれば、エネルギーは制御を失って大爆発を起こす。これは電磁雲によるエネルギー供給で無限の出力を得るジュピター2とは異なる、根本的な大出力である。
だがイシュタル12にはそれら以上の特徴とも言うべきものがある。それはイシュタル12そのものが持つ、異常なまでの戦闘意欲である。敵対者が断片になるまで切り裂き、それを果たす為ならパイロットの操縦さえ無視して独自に行動する。それが「頭像」の高い保存度に由来するものなのかは不明だが、イシュタル12が搭乗者達さえ無視する強い意志を持っているのは確かである。
その圧倒的な戦闘力でケレス4に圧勝した。しかしその後ユーノワVIIIとの決闘戦では幻覚を見せられ、自らの武器で己を切り裂き敗北した。しかし、上記説明に反しその強大な力だけは「頭像」抜きでユーノワに、そしてユーノワを倒したスサノヲに受け継がれた。
装備
- スカートユニット〝シヴァ〟：腰部に装備する、4基のEMシェイカーを搭載したユニット。噴射器としてイシュタル12を飛行させるだけでなく、OXIIのエネルギーをカスケードして様々な光学兵器へと変換する強力な装備。燃料は水素。
- ケイブル=ループ（ナーヴ・ケーブル・ループ）：イシュタル12のメイン武装。両腕に備えられたループメイカーからナーヴ・ケーブルを延伸・変質させてチャクラム型のエネルギー体を生成、使用する。チャクラム本来の用途である投擲武器としても強力だが、手に持ったまま標的を切り裂くことも可能。
- インパクトウォール：〝シヴァ〟の機能を用いて生成する衝撃波電界。バリアとして機能するが、展開できるのは一瞬で、その後広がるようにして拡散・消失する。なので敵の攻撃あるいは敵そのものを瞬時に弾き飛ばしたりするのに用いる。
- インパクトブレイカー：マニピュレーターを格納し、蓮の花をモチーフにしたナックルガードを閉じてそれを高速回転、エネルギーを集めて標的に叩きつける。
- 超伝導フライホイール〝ブラフマン1〟：頭部後方に装備された超伝導フライホイール。イシュタル12はリアクターを持たず、代わりにここにエネルギーを蓄積することで瞬時に圧倒的なエネルギーを取り出すことを可能としている。
- ヴァイタスティカ（スピア）：頭像覚醒時に使用できる武器（そもそもその状態で機体の制御がきくのかは不明）。投げキッスの要領で光弾を放つらしい。
- ブラックスフィア：イシュタル12に備えられた武器の内でも最大の威力を誇る黙示録兵器。頭像覚醒時に使用できる…というよりは、この状態ではもはやパイロット達の制御を受け付けなくなってしまうので、イシュタル12自身が自身の意思で使用するといった方が正しい。莫大なエネルギーによって得体の知れない黒い球を生成し、それを地面に落とすことにより周囲の物質を問答無用で吸い込む。つまりマイクロブラックホール兵器といえよう。

- デザイン - 山下いくと

### クロノス0
- デザイン - 大河原邦男
- 所属 - UN

UN本部の前に建てられた、ギガンティック・フィギュアを模した巨大な立像。WWWを象徴し、ギガンティックフィギュアを模すその姿はUNの新たな叡智を象徴する存在であり、動き出すことはない。WWW終結後、解体される。

## 用語
頭像
世界各国で発掘された謎の頭部石像で、ギガンティックの中核。
それ自体が一つの意思を持ち、トランスレータ能力を人間に与えることで自らの意思を伝えることが出来る。自分以外の「頭像」を全て破壊することを望んでおり、人間達に戦うための体、つまりはギガンティックを造らせた。パイロットやトランスレータは「頭像」によって選ばれる。
全部で12個存在しており、それぞれがオリンポス12神の名を冠している。故にOXIIとも呼ばれる。
倒した「頭像」の力を受け継いでより強くなる。劇中で確認されたのは13個だが、そのうちの一つである一〇式オニクスのOXIIデュオニュソスはOXIIゼウスが自身のナーヴケーブルから作り出したコピーであるため、実際は12個である。ただ未だに発見・発掘されていないだけで、確認されている12個の他にも存在している可能性はある。結局、アレスを除きすべてのOXIIは破壊された。残ったアレスは広大な宇宙をさまよっていたが、最終的に太陽に突入して分解した描写があった。なお、オニクスから排除された時の大黒眞人曰く、頭像にとって人間は「道具」であるらしく、搭乗者を無視して行動するイシュタル12、搭乗者への強い侵食率を示すジュピター2はこの傾向にある。しかしそれに対して慎吾は「スサノヲ（アレス）は僕たちのことを道具だなんて思ってない」と発言しており、自身が限界であるにもかかわらず搭乗者を救出したグリフィン6とディアーヌ7、搭乗者のために自ら破壊されたケレス4と通じるものがある。また、走影は「アレスはオリンポス十二神のほかの神々にとっては破壊神だけど、その戦いは、もしかしたら、救うための…」と発言しており、アレスはかなり異質な存在であると見ることができる。
UNおよび各国上層部における基本認識は「ギリシャ神話の神を名乗る、意思を持ったエネルギー体」といったものに過ぎないが、大黒眞人を介してオニクス（デュオニュソス）が語った内容によれば彼らこそが進化を促して人間を生み出したという可能性もある。
パイロット
「頭像」に選ばれ、ギガンティックを操縦する人間の総称。
ギガンティックとの意思疎通はトランスレータに及ばないが、操作権限はそれよりも強い。あくまでも「頭像」からの選抜による後天的な要素であるため、「頭像」が断念しない限り、幾らでもこれに該当する人間は発生する。
トランスレータ
「頭像」に選ばれ、意思疎通が可能となった人間の総称。
ギガンティックの操作権限はパイロットに及ばないが、専門技能である意思疎通に関してはそれよりも優れる。パイロット同様、「頭像」の選抜による後天的な要素であるため、断念されない限りこの力を有する人間は発生し続ける。
適合率
文字通り、パイロットやトランスレータとギガンティックの適合を示す数値。
一概にパイロット、トランスレータと言っても個人差があり、これが高い程ギガンティックの操縦性が上がる。しかし余りにも高い適合率は逆に「頭像」の意思による侵食を受け、次第に精神や肉体の異常を起こすようになる。
共鳴レベル
パイロットやトランスレータとギガンティックの、現在進行形での適合を示す数値。
搭乗者の調節によってレベルを上下できるが、三者の精神状況によっても変動し、低い程操縦し辛い。高ければ操縦性や武装の威力が上がり、場合によっては機体の一部を全くの別物に変化させることも出来るが、上げすぎると搭乗者の死を招く。
UN
正式名称は「Unified Nations」となり、現実に存在する「United Nations」とは名称が異なっている。公式サイトなどには正式名称の表記があったが、作中では「UN」としか呼称されないため混同されやすい。WWWの広報などで現れるエンブレムは国連旗の中心部を正距方位図法世界地図から南極大陸に変更したもの。
アメリカが議長国と呼ばれているなどの描写もあり、組織の意志決定方式についても大きく異なっている物と推測される。
WWW終了後は、UWと呼称が変更され新体制が発足する。
WWW（ワイセスト・ワールド・ウォー）
マンハッタン条約に基づき、UN指導の下でギガンティックを擁する二国間で行われるギガンティック・フィギィア同士の“紳士的な”決闘戦。
正式な決闘戦はUNを通さない限り開始出来ない。戦闘形式はギガンティックによる一対一の戦いであるが、戦車などの通常兵器が援護、または援護と称して敵国を攻撃することも（暗に）認められている。しかし、通常兵器の火力でギガンティックを倒すことは不可能に近い。一方、“紳士的”と称されるその裏ではきな臭い各国の情報収集・他国のパイロットやトランスレータの暗殺が企てられ続けており、決闘の進行役であるUN自体の挙動にも、紳士的と呼ぶにはほど遠いものが見え隠れしている。
条約において敗戦国は戦勝国に全面的に協力することが定められており、勝敗が決定した時点で双方の敵対関係自体は自動的に消失する。最終的には、最後に勝ち残ったギガンティックを有する国が全ての国に対する支配権を保有し、UNの中核として主体的かつ能動的な統治を行うことが定められている。
このため作中の描写では、決闘戦の戦勝国が敗戦国のパイロットとトランスレータを救出する場面が頻繁に登場（唯一、ネフティスIXとケイロン5世戦にて、ケイロン5世のパイロットとトランスレータであるムハンマド・デュカキス、ハサン・パパスだけは不幸にも死亡している）する。また、24話では生き残ったパイロット、トランスレータ達の一部が一堂に会して日本に向かう描写も存在した。
なお、参加国はギガンティック（頭像）を有する上記の12国だが、作中にキリバス、オーストリア、スペイン、トルコ、ベルギーの名が出ているように国自体はそれ以外にも存在する。
イギリスとフランスの決闘後は基本的に長距離戦が禁止された。
パイロット、トランスレータや現場の運用スタッフはあずかり知らぬことだったが、最大の国力を有してUNの主導権を握り、ギガンティック自体も強力な北アメリカ帝国が最終的に勝ち残るという既定路線が存在していた。
公式には2035年12月25日、つまり慎吾の14歳の誕生日に終戦したことになっている。
- 敗戦国は、中央人民共和国、正統ギリシャ、エジプトアフリカアラブ共和国、大イギリス帝国（同時敗戦）、フランス連合（同時敗戦）、イタリアローマ共和国、ゲルマンドイツ連邦、ベネズエラカリブ共和国、インド共和連邦、東欧ロシア、北アメリカ帝国の順に敗戦。
- 残った日本共和国は「頭像」を宇宙に放棄したため、勝者なしで終了した。

赤道の冬
作中で2012年から赤道を中心に強磁性の暗雲が発生している異常気象。
原因は不明で、一番有力として挙げられるのは、中東の油田で起こった事故と言われている。なお、赤道より遠い、大イギリス帝国にまで、被害が及んでいることを考えれば、ほとんどの国々が被害を受けている。たまに、磁気性の暗雲が晴れることもある。
以下「赤道の冬」による影響
- 世界各地エネルギークライシス（エネルギー不足）が起こった。
- エネルギークライシスのせいで世界各地で紛争が勃発した。
- 航空機が地を這う程度にしか飛行出来ない。
- 世界標準時がなくなる。そのためグリニッジ天文台が遺跡扱いされている（世界標準時は「世界共通」「国際協力」のはしりであり、その象徴。それがなくなったということには、深い意味がある）。
- 通信といったシステムが現在より便利でなくなる（劇中で携帯電話があまり使用されていない理由）。
- 新幹線といったものがあまり使われなくなる。
- UNから送られてくる映像が動画でない（恣意的な情報操作かもしれない）。
- 人工衛星が使われなくなる。
- 第1話で中央線らしき電車が今でも使われている201系

引き金は、中東のある国家が「頭像」の意志を無視した実験を行ったため、「頭像」が暴走したのが発生原因でる。ただし、それだけではここまで広域に長期間被害が続くのはおかしいとされていた。実はOXII：ゼウスがその能力で意図的に赤道の冬を長引かせており、最終決戦でゼウスそしてオニクスが破壊されたことで解消された。
BAB(Break time At Back yard)
スサノヲ十式 実践運用基地 有線ネットワーク内 正式音声情報コンテンツ「ブレイクタイム アット バックヤード」の略称。パーソナリティーは仮面の姫君おくたまだプリンセス一号と二号。もともとはおくたまだプリンセス(一号)によるアングラ配信であったが、後に正式コンテンツとして認められる。アングラ時代から娯楽性の乏しい基地内において多数の支持を得ていた。

## スタッフ
- 原作 - GF[3]
- 監督 - 後藤圭二[3]
- 原案・脚本 - きむらひでふみ
- キャラクター原案 - 門之園恵美
- キャラクターデザイン - 藪野浩二
- ギガンティックデザイン - 荒牧伸志[3]、石垣純哉[3]、出渕裕[3]、海老川兼武[3]、大河原邦男[3]、河森正治[3]、高倉武史[3]、武半慎吾[3]、藤田一己[3]、宮武一貴[3]、村上克司[3]、森木靖泰[3]、山下いくと[3]、山根公利[3]
- デザインワークス - 海老川兼武、森木靖奏
- 近未来ミリタリーコンセプト - きお誠児
- 3DCG監修 - 川原智弘
- 美術監督 - 針生勝文
- 撮影監督 - 佐藤正人
- 色彩設定 - 鈴木依里
- 編集 - 関一彦
- 音楽 - 澤野弘之
- 音響監督 - 高寺たけし
- プロデューサー - 藤澤宣彦、小田原明子、小沢十光
- アニメーション制作 - ブレインズ・ベース[3]
- 製作 - バンダイビジュアル、テレビ東京

## 主題歌
オープニングテーマ「United Force」
作詞・作曲・歌 - 栗林みな実 / 編曲 - 飯塚昌明
- 第26話は劇中歌として使用（そのため、OPはナシ）。

エンディングテーマ「TSUBASA」
作詞・作曲・歌 - 瀬名 / 編曲 - 中西良輔
- 第16話は劇中歌として使用（そのため、EDはナシ）。

## 各話リスト
| 話数 | サブタイトル                    | 絵コンテ                | 演出             | 作画監督                           |
| ---- | ------------------------------- | ----------------------- | ---------------- | ---------------------------------- |
| 1    | 覚醒 - Adrupt × Awakening -     | 後藤圭二                | 後藤圭二         | 薮野浩二                           |
| 2    | 戦闘 - Bold × Battle -          | 後藤圭二                | 後藤圭二         | 清水博幸                           |
| 3    | 摩擦 - Conflict × Cause -       | 大畑晃一                | 奥野耕太         | 谷川亮介                           |
| 4    | 眩惑 - Deep × Daze -            | 二瓶勇一                | 山名隆史         | をがわいちろう                     |
| 5    | 信頼 - Entrusting × Experts-    | 亀井幹太                | ながはまのりひこ | 福田紀之                           |
| 6    | 運命 - Future × Fates -         | 二瓶勇一                | 日巻裕二         | 田中良                             |
| 7    | 閃光 - Glittering × Goddess -   | 二瓶勇一                | 山名隆史         | 清水博幸                           |
| 8    | 矜持 - Hesitant × Honor -       | もりたけし              | ながはまのりひこ | 本田敬一                           |
| 9    | 無垢 - Innocent × Immortal -    | 今掛勇                  | 浅見松雄         | 谷川亮介                           |
| 10   | 猟人 - Jager × Juggernaut -     | 二瓶勇一                | 浅見松雄         | 田中良                             |
| 11   | 士魂 - Kindred × Knights -      | 二瓶勇一                | 山名隆史         | ふくだのりゆき                     |
| 12   | 遺人 - Lost × Legacies -        | きむらひでふみ          | 菅原静貴         | 松本健太郎                         |
| 13   | 動機 - Maverick × Motivations - | 今掛勇                  | ながはまのりひこ | 清水博幸                           |
| 14   | 純真 - Naive × Nobility -       | 二瓶勇一                | 浅見松雄         | 田中良                             |
| 15   | 全能 - Ominous × Omnipotence -  | 二瓶勇一                | 山名隆史         | 谷川亮介                           |
| 16   | 不穏 - Past × Peril -           | きむらひでふみ          | 浅見松雄         | ふくだのりゆき                     |
| 17   | 出征 - Quarrelsome × Quest -    | 二瓶勇一                | ながはまのりひこ | 清水博幸                           |
| 18   | 慟哭 - Remaining × Roars -      | 二瓶勇一                | 浅見松雄         | 田中良                             |
| 19   | 惨酷 - Savage × Specter -       | もりたけし              | 山名隆史         | 谷川亮介 松本健太郎                |
| 20   | 試練 - True × Trial -           | 篠原俊哉                | 浅見松雄         | ふくだのりゆき                     |
| 21   | 衝動 - Unstable × Urges -       | 二瓶勇一                | ながはまのりひこ | 清水博幸                           |
| 22   | 誓約 - Vile × Vow -             | きむらひでふみ          | 浅見松雄         | 田中良                             |
| 23   | 罪智 - Wicked × Wisdom -        | 寺東克己                | 山名隆史         | 谷川亮介 松本健太郎                |
| 24   | 対決 - X × X -                  | 篠原俊哉                | 浅見松雄         | ふくだのりゆき                     |
| 25   | 嫩葉 - Ye × Youthful -          | 菅原静貴 きむらひでふみ | ながはまのりひこ | 清水博幸 松本健太郎                |
| 26   | 終極 - Zemithal × Zygote -      | 後藤圭二                | 後藤圭二         | 谷川亮介 松本健太郎 ふくだのりゆき |

## 放送局
| 放送地域     | 放送局         | 放送期間                 | 放送日時                            |
| ------------ | -------------- | ------------------------ | ----------------------------------- |
| 関東広域圏   | テレビ東京     | 2007年4月4日 - 9月26日   | 水曜 25:50 - 26:20                  |
| 愛知県       | テレビ愛知     | 2007年4月5日 - 9月27日   | 木曜 26:28 - 26:58                  |
| 福岡県       | TVQ九州放送    | 2007年4月10日 - 10月2日  | 火曜 26:23 - 26:53                  |
| 岡山・香川県 | テレビせとうち | 2007年4月11日 - 10月3日  | 水曜 25:18 - 25:48                  |
| 大阪府       | テレビ大阪     | 2007年4月11日 - 10月3日  | 水曜 25:55 - 26:25                  |
| 北海道       | テレビ北海道   | 2007年4月17日 - 10月9日  | 火曜 26:00 - 26:30                  |
| 日本全域     | AT-X           | 2007年5月30日 - 11月21日 | 水曜 11:30 - 12:00 （リピートあり） |

## インターネットラジオ
真名&うっちぃの ギガンティック☆4U
2007年1月からBEAT☆Net Radio!、ランティスウェブラジオ、公式サイトにて配信されていた。パーソナリティは佐藤利奈（神代真名役）、矢作紗友里（天野卯兎美役）